# Wiktor Zin
Wiktor Zin (ur. 14 września 1925 w Hrubieszowie, zm. 17 maja 2007 w Rzeszowie) – polski architekt, profesor Politechniki Krakowskiej, generalny konserwator zabytków (1977–1981), prezes Towarzystwa Miłośników Historii i Zabytków Krakowa; popularyzator wiedzy o historii sztuki polskiej, felietonista, autor programu telewizyjnego „Piórkiem i węglem”.

## Życiorys

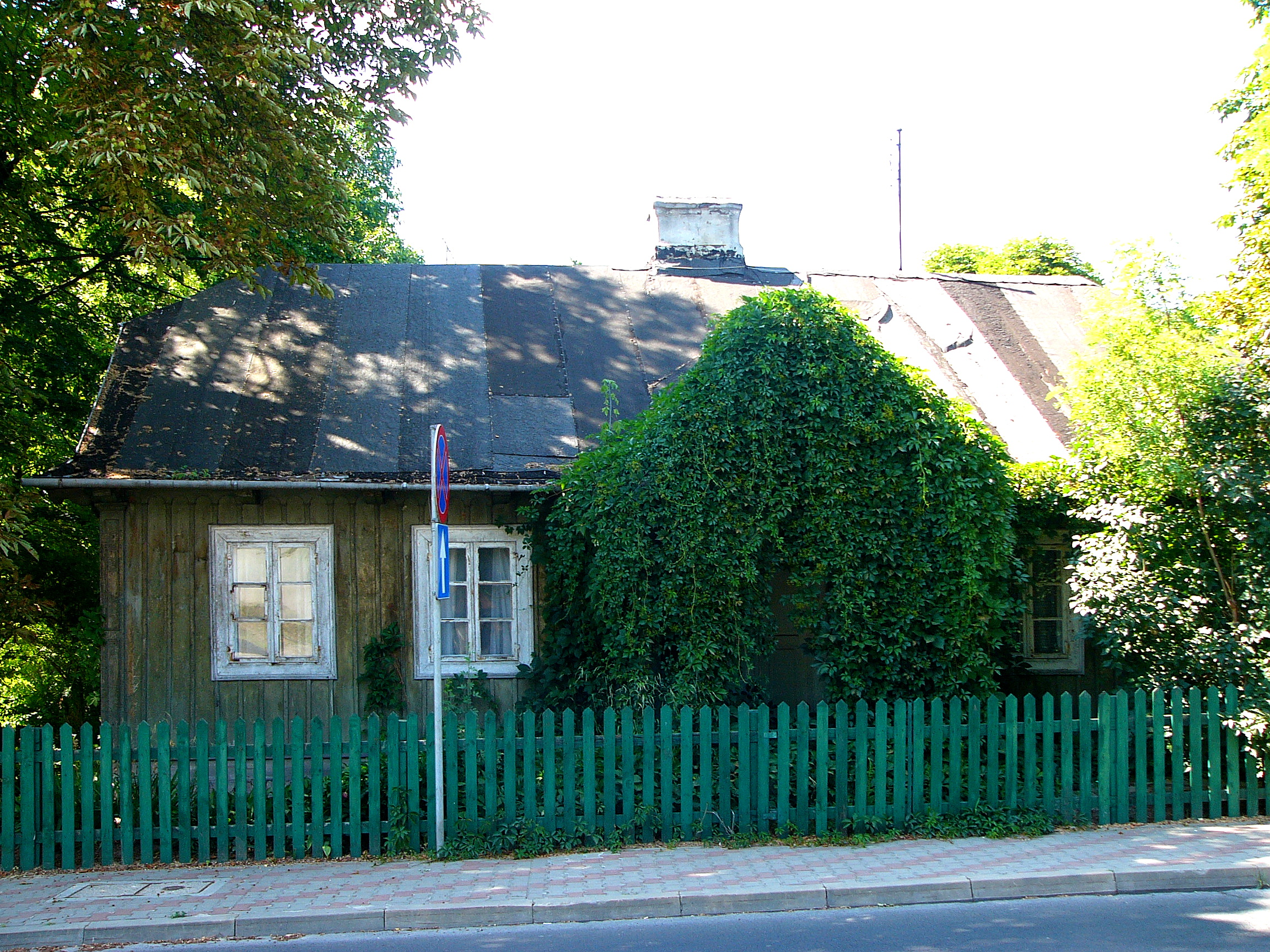
W domu przy ulicy Kilińskiego 10 w Hrubieszowie przyszedł na świat Wiktor Zin

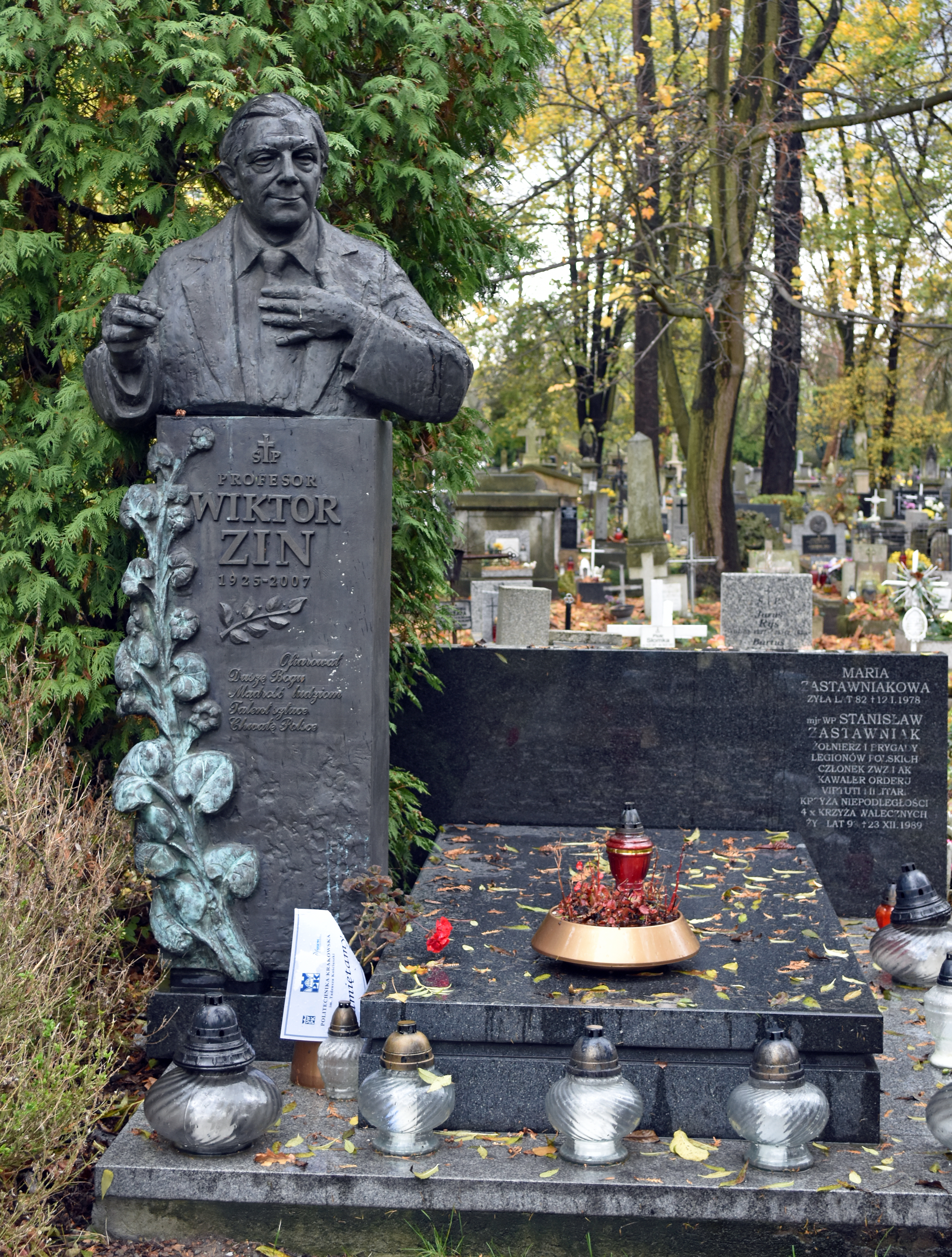
Grób Wiktora Zina na cmentarzu Rakowickim

W Hrubieszowie uczył się w szkole powszechnej, a później w Państwowym Gimnazjum i Liceum im. Stanisława Staszica. Następnie studiował architekturę w Krakowie na Akademii Górniczo-Hutniczej, gdzie był studentem Wydziałów Politechnicznych, z których wywodzi się Politechnika Krakowska. W 1952 uzyskał stopień doktora, w 1959 doktora habilitowanego, w 1967 tytuł profesora nadzwyczajnego, w 1979 profesora zwyczajnego.
Początkowo pracował jako asystent i adiunkt w krakowskiej Akademii Górniczo-Hutniczej (do 1949), następnie w Politechnice Krakowskiej – jako adiunkt (1954–1959), docent (1959–1967) i profesor (1967). Kierował Instytutem Historii Architektury i Konserwacji Zabytków, w latach 1962–1967 był dziekanem Wydziału Architektury. Od 1962 pełnił funkcję dyrektora Instytutu Historii Architektury i Konserwacji Zabytków.
Obok pracy naukowej zajmował się także działalnością na rzecz Krakowa oraz architektury i zabytków całego kraju. Był głównym architektem Krakowa (1958–64), kierownikiem badań Staromiejskiego Zespołu Krakowa (1960–1975), przewodniczącym Krakowskiej Komisji Konserwatorskiej (1970–1978), prezesem i wiceprezesem Towarzystwa Miłośników Historii i Zabytków Krakowa.
W latach 1977–1981 piastował funkcję generalnego konserwatora zabytków w randze wiceministra kultury i sztuki. W latach 1978–1983 był przewodniczącym Międzyresortowej Komisji ds. Rewaloryzacji Zabytkowych Zespołów Miejskich. W latach 80. XX wieku wykładowca na uniwersytecie w Zagrzebiu. Członek Rady Stowarzyszenia Architektów Rzeczypospolitej Polskiej, Towarzystwa Opieki nad Zabytkami (1975–1983 jako prezes Zarządu Głównego), członek Meksykańskiej Akademii Architektury. W latach 1986–1989 był członkiem Ogólnopolskiego Komitetu Grunwaldzkiego. W latach 1986–1988 członek Społecznego Komitetu Odnowy Starego Miasta Zamościa. 28 stycznia 1998 Politechnika Krakowska przyznała mu tytuł doktora honoris causa.
Jego działania, jako Generalnego Konserwatora Zabytków odbiły się szerokim echem. Niektóre decyzje budziły kontrowersje, jak np. decyzja o natychmiastowym wywiezieniu Panoramy Racławickiej z magazynu muzealnego we Wrocławiu do nieprzygotowanych pomieszczeń w Warszawie w celu niedopuszczenia jej do ekspozycji we Wrocławiu, pod pretekstem zamiaru wyeksponowania jej w przyszłości w Racławicach.
Na początku lat 80. XX w. podpisał porozumienie o zwrocie w terminie do końca kwietnia 1982 r., wszystkich gdańskich obiektów sztuki znajdujących się w Muzeum Narodowym w Warszawie. Ustalony harmonogram zwrotów przerwał stan wojenny i dopiero w 1985 wróciły do Gdańska pierwsze zabytki, mimo to do dziś wiele gdańskich zabytków pozostaje w Warszawie.
Wiktor Zin zdobył popularność prowadząc cykl programów Telewizji Polskiej Piórkiem i węglem. Był także autorem cyklów: „Klub pod Smokiem”, „Szperacze”, „Spotkanie z zabytkami”, „Dźwięk i linia”, „Być tutaj”, „Nad Niemnem, Piną i Prypecią” „Spotkanie z prof. Zinem”, „Sztuka patrzenia”, „Nasze korzenie”, „Opowieści domu rodzinnego”. Prowadził również audycje radiowe, m.in. „Półgłosem i ciszą” w Radio Bis.
Był także twórcą scenografii do spektakli i oper, autorem prac plastycznych (akwarele) oraz licznych publikacji naukowych, książkowych i prasowych.
Wiktor Zin pisał poezję. W 2007 r. przekazał na ręce krakowskiej grupy Püdelsi wiersz zatytułowany „Gdyby ryby”, do którego zespół skomponował muzykę.
Pod koniec życia zajmował stanowiska prorektora Europejskiej Akademii Sztuk w Warszawie, kierownika Ogólnopolskiego Studium Konserwacji Zabytków Urbanistyki i Architektury przy Politechnice Krakowskiej, kierownika Katedry Historii Sztuki i Kultury Wyższej Szkoły Informatyki i Zarządzania w Rzeszowie, nauczyciela akademickiego AGH w Krakowie oraz kanclerza kapituły odznaczenia „Polonia Mater Nostra est”.
Był inicjatorem budowy Kopca Jana Pawla II na terenie tzw. Białych mórz w Krakowie.
Do końca życia był aktywny – zmarł nagle, gdy przygotowywał się do zajęć ze studentami Wyższej Szkoły Informatyki i Zarządzania w Rzeszowie, w której kierował Katedrą Dziedzictwa Kulturowego i Humanizacji Biznesu.

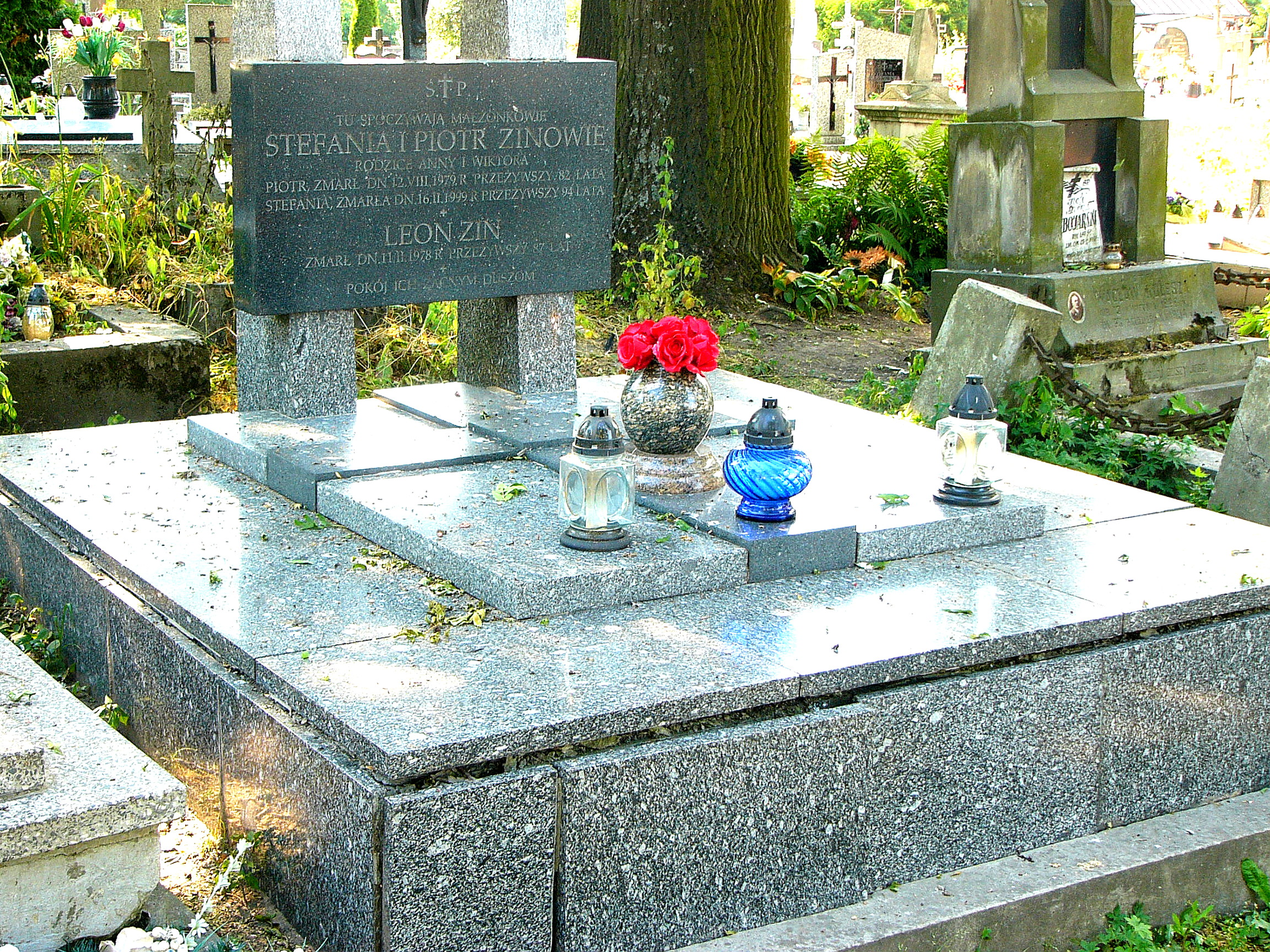
Grób Stefanii i Piotra Zinów, rodziców prof. Zina, na cmentarzu w Hrubieszowie

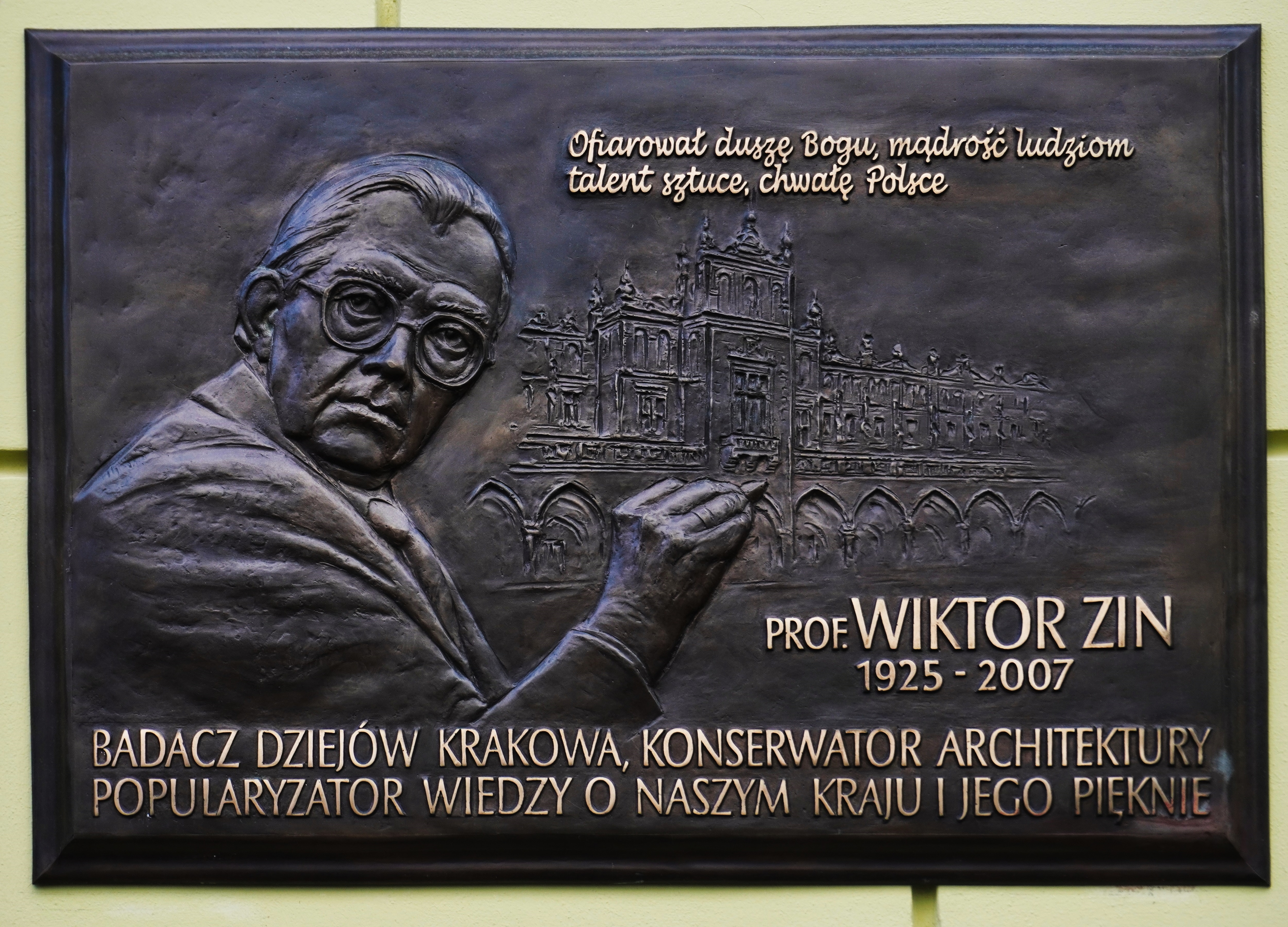
Tablica upamiętniająca prof. Wiktora Zina w elewacji kamienicy przy ul. Siennej 7 w Krakowie

## Życie prywatne
Urodził się w rodzinie Piotra i Stefanii Zinów, miał siostrę Annę. Był żonaty z Aleksandrą z domu Zastawniak, ze związku narodzili się Monika i Szymon.
Pogrzeb Wiktora Zina odbył się dnia 23 maja 2007 r. na cmentarzu Rakowickim (kwatera Y, płd.). Wcześniej – o godz. 11 w kościele Mariackim odbyła się msza św. pogrzebowa w intencji zmarłego. Mszy św. przewodniczył biskup Jan Szkodoń, koncelebrowało ją 24 duchownych m.in.: biskup Jan Zając, ks. Janusz Bielański, ks. Bronisław Fidelus – proboszcz Bazyliki Mariackiej. Kazanie wygłosił ks. prałat Władysław Gasidło – dziekan dekanatu Kraków Centrum. Po eucharystii, trumna z ciałem profesora, przy dźwiękach kapeli góralskiej opuściła bazylikę. O godz. 13 kondukt żałobny, któremu przewodniczył metropolita krakowski – kard. Stanisław Dziwisz oraz kard. Franciszek Macharski, wyruszył spod bram cmentarza na miejsce pochówku. Nad grobem przemowy pożegnalne wygłosili m.in. koledzy zmarłego, przyjaciele, uczniowie, wiceminister kultury i dziedzictwa narodowego Jarosław Sellin oraz władze miast: prezydent Krakowa Jacek Majchrowski, przedstawiciele miasta Hrubieszowa oraz marszałek województwa małopolskiego Marek Nawara. Uroczystościom złożenia trumny do grobu towarzyszyła muzyka kapeli góralskiej oraz dwóch trębaczy, którzy zagrali m.in. Hejnał Mariacki, Ciszę, Barkę, Łzy Matki i Va pensiero z opery Nabucco Giuseppe Verdiego. Nagrobek pokryły wieńce i kwiaty – m.in. polne – takie, jakie lubił Wiktor Zin.

## Ważniejsze osiągnięcia

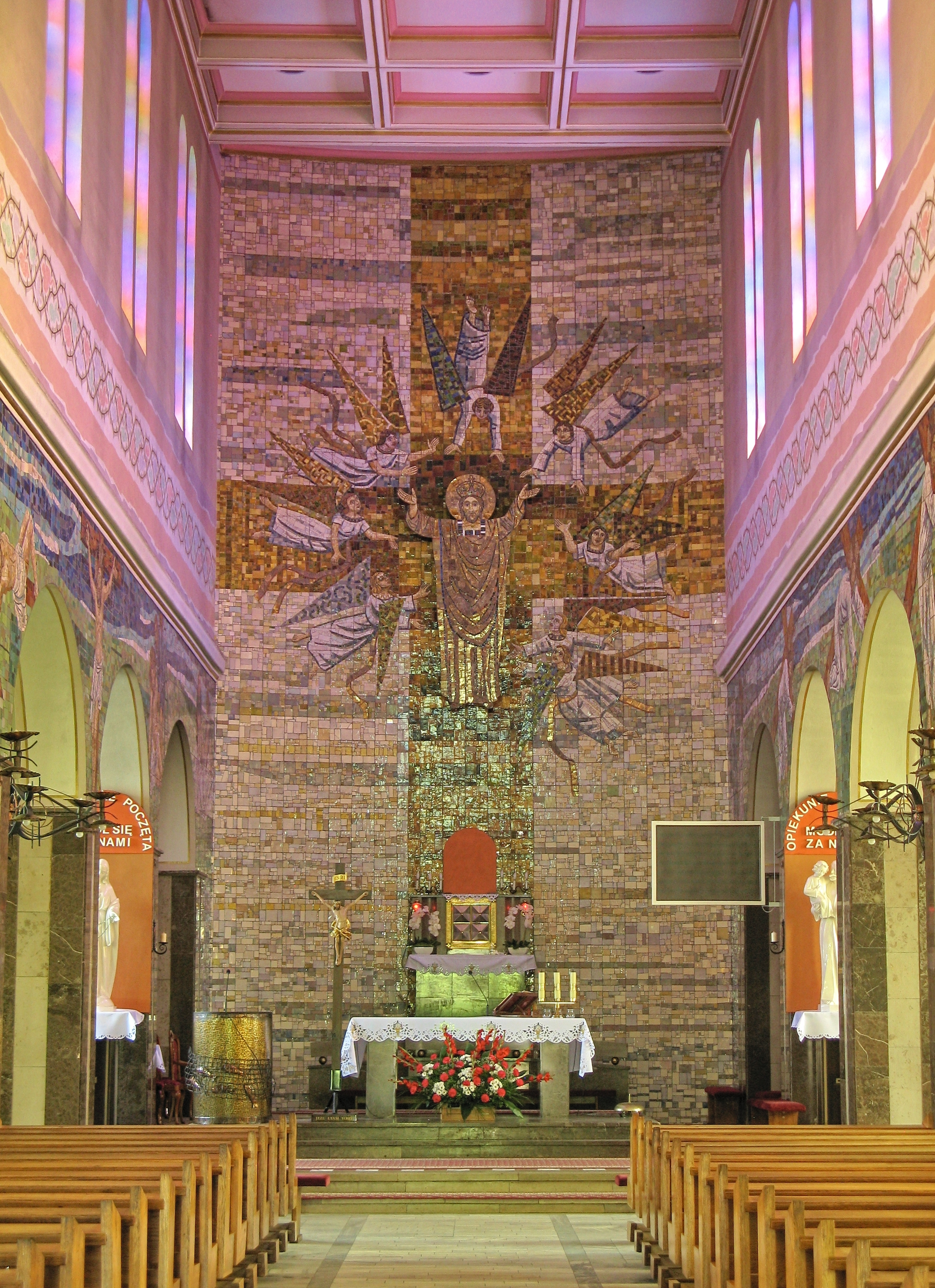
Kościół pw. Chrystusa Króla w Żywcu-Sporyszu. Mozaika w prezbiterium za ołtarzem, przedstawiająca Chrystusa Króla.

### Prace naukowe
Około 50 rozpraw naukowych i książek, m.in.:
- Geneza, rozwój i typy attyki polskiej (doktorat 1952 z odznaczeniem),
- Kościoły Lubelszczyzny na przykładzie badań kościoła w Uchaniach (habilitacja 1956),
- Słownik krajobrazu polskiego,
- Konserwacja zabytków w Polsce (redaktor),
- Artykuły i rozprawy dotyczące wczesnośredniowiecznego Krakowa (1965),
- monografia Nowego Targu i Willi Decjusza na Woli Justowskiej w Krakowie.

### Projekty architektoniczne

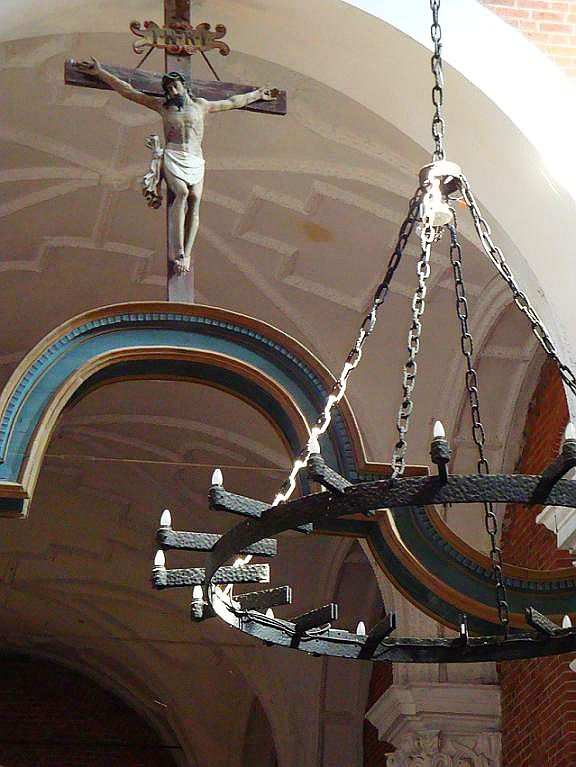
Żyrandol z sandomierskiego kościoła św. Jakuba

Około 50 projektów kościołów i wnętrz kościelnych w kraju i za granicą, a także m.in.:
- projekt odgruzowania i odtworzenia średniowiecznych piwnic odkrytych pod Wieżą Ratuszową w Krakowie,
- projekty konserwacji kaplicy Myszkowskich i Attyki Bonerowskiej w Krakowie,
- projekt i realizacja nawierzchni Rynku Głównego w Krakowie,
- projekt i realizacja konserwacji Arsenału i Bloku Ormiańskiego w Zamościu,
- projekt i realizacja rekonstrukcji miast Opatowa i Chełma,
- projekt i realizacja Bramy Jana Pawła II oraz projekt przebudowy architektonicznej organów w Cudownej Kaplicy na Jasnej Górze,
- projekt rewaloryzacji gmachu Teatru im. Juliusza Słowackiego w Krakowie,
- projekt Muzeum im. Stanisława Wyspiańskiego w Krakowie (tzw. „Błękitna pracownia”),
- projekt i realizacja przebudowy placu Jana Matejki w związku z ustawieniem Pomnika Grunwaldzkiego,
- projekt kaplicy św. Maksymiliana Kolbego w Sterling Heights w USA,
- praca przy rekonstrukcji katedry w Quito w Ekwadorze,
- projekt kościoła św. Barbary w Staszowie,
- projekt odnowienia kaplicy św. Kazimierza w Radomiu oraz wnętrza tamtejszego kościoła oo. jezuitów,
- projekt wnętrza i witraży – bazylika św. Wincentego à Paulo w Bydgoszczy,
- projekt witraży i ołtarza głównego – kościół Matki Bożej Dobrej Rady w Krakowie,
- projekt chrzcielnicy w kościele NMP Królowej Polski w Podłężu,
- projekt fontanny na Rynku Głównym w Krakowie zwanej potocznie „kanapą” lub „fontanną Zina”, zdemontowanej podczas remontu we wrześniu 2005 i obecnie zastąpionej fontanną „Kryształ”,
- projekt ołtarza głównego w archikatedrze Imienia NMP w Mińsku.

### Projekty scenografii
Projekty scenografii m.in. do „Strasznego dworu” (Opera Wrocławska i Bałtycka), „Hrabiny” (Opera Bałtycka i opera w Tokio), „Otella” (Teatr Wielki w Łodzi), „Dam i Huzarów” (Teatr Wielki w Warszawie), „Rigoletta” (Kraków).

### Książki
- Piękno nie dostrzegane, Wydawnictwo „Arkady” 1970 r. (cykl Piórkiem i węglem)
- Piękno potężne, Wydawnictwo „Arkady” 1972 r. (cykl Piórkiem i węglem)
- Piękno utracone, Wydawnictwo „Arkady” 1974 r. (cykl Piórkiem i węglem)
- Półgłosem i ciszą, Państwowy Instytut Wydawniczy, 1998, ISBN 83-06-02650-0.
- Opowiadania najkrótsze o ludziach nader różnych, WZ-Film, 2004, ISBN 83-920951-0-3.
- Opowieści o polskich kapliczkach. Piórkiem i węglem, Fundacja dla UJ, 2004, ISBN 83-920951-1-1.
- Krajobrazy Podkarpacia, WSIiZ, 2004, ISBN 83-87658-45-6.
- Narodziny krajobrazu kulturowego, WSIiZ, 2005, ISBN 83-87658-77-4.

## Ordery i odznaczenia
- Krzyż Komandorski z Gwiazdą Orderu Odrodzenia Polski (4 lutego 1998)[10]
- Krzyż Komandorski Orderu Odrodzenia Polski
- Krzyż Oficerski Orderu Odrodzenia Polski
- Krzyż Kawalerski Orderu Odrodzenia Polski
- Złoty Krzyż Zasługi
- Srebrny Krzyż Zasługi (30 września 1952)[11]
- Brązowy Krzyż Zasługi (1950)
- Medal 10-lecia Polski Ludowej (15 stycznia 1955)[12]
- Medal Komisji Edukacji Narodowej
- Złoty Medal „Zasłużony Kulturze Gloria Artis” (24 stycznia 2006)[13]
- Medal Polonia Mater Nostra Est (2001)

## Nagrody i wyróżnienia
- Nagroda Miasta Krakowa (1971)[14]
- Złoty Ekran za indywidualność telewizyjną – dwukrotnie (1975, 1980)
- Nagroda im. Herdera za konserwacje i badania architektoniczne (1979)
- doktorat honoris causa Politechniki Krakowskiej (1998)
- doktorat honoris causa Uniwersytetu Technicznego w Budapeszcie (1998)
- Honorowy Obywatel Miasta Lędziny (2006)[15]
- Medal Meksykańskiej Akademii Nauk za całokształt działalności konserwatorskiej

## Upamiętnienie
W filmie pt. Mysz (film) z 1979 jeden z uczniów w klasie szkolnej parodiuje postać Wiktora Zina znaną z audycji Piórkiem i węglem.
W Krakowie jest ulica jego imienia, do 2017 roku nosząca imię Janka Szumca, którą zdekomunizowano.
Stowarzyszenie Ochrony Narodowego Dziedzictwa Materialnego przyznaje nagrodę imienia profesora Wiktora Zina. Nagroda wręczana jest na Zamku Królewskim w Warszawie, w trakcie gali ogłoszenia wyników i wręczenia nagród w Ogólnopolskim Konkursie Otwartym „Modernizacja Roku”.
W 2009 r. rozpoczęto starania o nadanie Szkole Podstawowej nr 137 w Krakowie imienia prof. Wiktora Zina. Nadanie imienia nastąpiło w 2010.

## Publikacje o Wiktorze Zinie
- Dariusz Matelski, Cenny zastaw (o skopiowaniu dokumentów z Biblioteki Pruskiej – tzw. Berlinki), „Polityka”, nr 19 (2553) z 13 maja 2006, s. 123.
- Jerzy Skrobot, Architekt piękna.